# Churhat
Churhat là một thị xã và là một nagar panchayat của quận Sidhi thuộc bang Madhya Pradesh, Ấn Độ.

## Nhân khẩu
Theo điều tra dân số năm 2001 của Ấn Độ, Churhat có dân số 13.102 người. Phái nam chiếm 54% tổng số dân và phái nữ chiếm 46%. Churhat có tỷ lệ 56% biết đọc biết viết, thấp hơn tỷ lệ trung bình toàn quốc là 59,5%: tỷ lệ cho phái nam là 67%, và tỷ lệ cho phái nữ là 44%. Tại Churhat, 17% dân số nhỏ hơn 6 tuổi.